# Episodi di Unforgettable (quarta stagione)
La quarta e ultima stagione della serie televisiva Unforgettable, composta da 13 episodi, è stata trasmessa in prima visione negli Stati Uniti d'America da A&E Network dal 27 novembre 2015 al 22 gennaio 2016.
In lingua italiana la stagione è stata trasmessa in prima visione in Svizzera da RSI LA1 dal 20 gennaio al 2 marzo 2016; in Italia è trasmessa in prima visione a pagamento da Fox Crime, canale della piattaforma satellitare Sky, dal 17 febbraio al 13 aprile 2016.
| nº | Titolo originale       | Titolo italiano           | Prima TV USA     | Prima TV in italiano |
| -- | ---------------------- | ------------------------- | ---------------- | -------------------- |
| 1  | Blast from the Past    | Un'esplosione dal passato | 27 novembre 2015 | 20 gennaio 2016      |
| 2  | Gut Check              | Una prova di coraggio     | 27 novembre 2015 | 27 gennaio 2016      |
| 3  | Behind the Beat        | Oltre il ritmo            | 4 dicembre 2015  | 27 gennaio 2016      |
| 4  | Dollars and Scents     | Dollari e profumi         | 11 dicembre 2015 | 3 febbraio 2016      |
| 5  | All In                 | All in                    | 18 dicembre 2015 | 3 febbraio 2016      |
| 6  | The Return of Eddie    | Il ritorno di Eddie       | 1º gennaio 2016  | 10 febbraio 2016     |
| 7  | We Can Be Heroes       | Possiamo essere eroi      | 8 gennaio 2016   | 10 febbraio 2016     |
| 8  | Breathing Space        | L'aria su Marte           | 15 gennaio 2016  | 17 febbraio 2016     |
| 9  | Shelter from the Storm | Un riparo dalla tempesta  | 15 gennaio 2016  | 17 febbraio 2016     |
| 10 | Game On                | Un gioco mortale          | 22 gennaio 2016  | 24 febbraio 2016     |
| 11 | About Face             | Il volto nascosto         | 22 gennaio 2016  | 24 febbraio 2016     |
| 12 | Bad Company            | Ritorno al passato        | 22 gennaio 2016  | 2 marzo 2016         |
| 13 | Paranoid Android       | Androide paranoico        | 22 gennaio 2016  | 2 marzo 2016         |

## Un'esplosione dal passato
- Titolo originale: Blast from the past

### Trama
Nella vita di Carrie ritorna, dopo moltissimo tempo, suo marito Eddie e le chiede aiuto su un caso a cui sta lavorando. Carrie accetta di aiutarlo e coinvolge tutta la squadra. Dopo aver concluso le indagini e arrestato il colpevole, Carrie e suo marito firmano i documenti per il divorzio.

## Una prova di coraggio
- Titolo originale: Gut check

### Trama
La squadra, mentre protegge un testimone importante in un processo in Florida per appropriazione indebita, si imbatte in un’organizzazione criminale ed un killer pronto a tutto pur di portare a termine i suoi piani.

## Oltre il ritmo
- Titolo originale: Behind the beat

### Trama
Le indagini sull’omicidio di un giovane, considerato uno dei talenti emergenti della musica jazz, portano Carrie e Al in un night club illegale di proprietà di un mafioso albanese.

## Dollari e profumi
- Titolo originale: Dollars and scents

### Trama
Seguendo il suo intuito Carrie riesce a collegare l’omicidio di un impiegato di un negozio di gastronomia ad un hacker e ad un seducente agente di borsa. Intanto arriva Sandra Russo, il nuovo capo, e pare che tra lei e Al non scorra buon sangue.

## All in
- Titolo originale: All in

### Trama
Carrie e Al indagano su un omicidio che li porta ad Atlantic City dove Carrie si imbatte in una vecchia fiamma.

## Il ritorno di Eddie
- Titolo originale: The return of Eddie

### Trama
Una rapina in un negozio finisce con l’omicidio di un fotografo freelance, ma quando anche il rapinatore viene trovato morto, arriva anche Eddie a dare una mano visto che da due anni stava conducendo un'indagine sulla vittima. Durante le indagini la squadra scopre che la rapina era solo una copertura per qualcosa di più grande.

## Possiamo essere eroi
- Titolo originale: We can be heroes

### Trama
Il figlio di un eminente scienziato viene rapito, le indagini di Carrie e Al rivelano che dietro il crimine si nasconde la vendetta di un compagno di college del padre del bambino.

## Spazio vitale
- Titolo originale: Breathing space

### Trama
Una ragazza, un ingegnere aerospaziale, viene assassinata. Le indagini rivelano che la vittima si stava occupando di un lavoro segreto. Carrie e Delina lavorano insieme sotto copertura per trovare l'assassino.

## Un riparo dalla tempesta
- Titolo originale: Shelter from the storm

### Trama
Dopo la cattura di un pericoloso criminale, un trafficante, Al e Carrie devono cercare riparo a causa di un uragano che sta per abbattersi sulla città. Così sono costretti a rifugiarsi in una piccola stazione di polizia, ma i complici del trafficante gli danno la caccia per liberare il loro capo.

## Un gioco mortale
- Titolo originale: Game on

### Trama
In una casa stregata, meta di visite turistiche, viene trovato il corpo di un talentuoso programmatore di computer. La squadra, durante le indagini, si concentra sullo spionaggio industriale nel mondo dei videogiochi e dell'hi-tech.

## Il volto nascosto
- Titolo originale: About face

### Trama
La morte accidentale di un senzatetto mette alla luce un rapimento ed un omicidio che portano Carrie e Al ad indagare sui legami tra una società di costruzione ed una catena di crimini.

## Ritorno al passato
- Titolo originale: Bad company

### Trama
Il capitano Russo è sospettato per l'omicidio di un informatore. Nel corso delle indagini Carrie e Al iniziano a giocare al gatto e al topo con un ex poliziotto corrotto, lo stesso poliziotto che Sandra Russo e Al avevano fatto arrestare anni prima.

## Androide paranoico
- Titolo originale: Paranoid android

### Trama
Le ricerche da parte del team di un cecchino innescano in Carrie un flashback che però è in conflitto con la sua memoria. Intanto la squadra scopre una cospirazione che coinvolge killer addestrati e Carrie potrebbe correre un grosso guaio.